# Cappella di San Liborio (Marciana)
La cappella di San Liborio è un edificio sacro che si trova a Marciana.

## Storia
Non è certa la sua datazione, per alcuni è risalente all'XI-XII secolo, per altri si tratta di una cappella privata del XVII secolo.

## Descrizione
La cappella è un edificio autonomo sulla gradinata che sale alla fortezza.
La facciata, sormontata da un piccolo campanile a vela, ha un portale in granito sopra cui, al centro di un arco spezzato, si apre una finestra rotonda, fonte di luce per l'interno disadorno, con il semplice altare di pietra e l'acquasantiera settecentesca in marmo nero a forma di conchiglia.